# Mimenicodes scripticollis
Mimenicodes scripticollis là một loài bọ cánh cứng trong họ Cerambycidae.